# Jutta Höhne
Judith „Jutta” Höhne z d. Popken (ur. 26 marca 1951 w Gelsenkirchen – niemiecka florecistka reprezentująca RFN, brązowa medalistka mistrzostw świata.
W 1970 roku wywalczyła brązowy medal w turnieju indywidualnym na mistrzostwach świata juniorów.
Podczas mistrzostw świata w Melbourne w 1979 roku reprezentantki RFN w składzie: Cornelia Hanisch, Ingrid Losert, Sabine Bischoff, Ute Wessel i Jutta Höhne wywalczyły brązowy medal w turnieju drużynowym. Był to jedyny medal Höhne wywalczony w zawodach tego cyklu.
Wystartowała na igrzyskach olimpijskich w Montrealu (1976), gdzie w turnieju drużynowym zajęła czwarte miejsce. W zawodach indywidualnych nie startowała.
Jej mąż Knut Höhne także był szermierzem.